# Seznam univerz na Češkem
Seznam univerz in drugih visokih šol na Češkem.

## Seznam
- Karlova univerza v Pragi (Univerzita Karlova v Praze, UK)
- Tehniška univerza v Pragi (České vysoké učení technické v Praze, ČVUT)
- Akademie múzických umění v Praze (AMU) - Akademija uprizoritvenih umetnosti 
  - Divadelní fakulta AMU (DAMU) - gledališka fakulteta
  - Filmová a televizní fakulta Akademie múzických umění v Praze (FAMU) - filmsko-televizijska fakulteta
  - Hudební a taneční fakulta Akademie múzických umění v Praze (HAMU) - glasbeno-plesna faulteta
- Akademie výtvarných umění v Praze (AVU) - Akademija likovnih umetnosti
- Česká filmová a televizní akademie (ČFTA) - Akademija za film in televizijo (od 1995)
- Taneční konzervatoř hlavního města Prahy (TKHMP) - Baletni konservatorij v Pragi
- Česká zemědělská univerzita v Praze (Czech University of Life Sciences Prague) - agronomska/biotehniška univerza
- Vysoká škola ekonomická v Praze (VŠE; Prague University of Economics and Business - PUEB)
- Vysoká škola chemicko-technologická v Praze - kemijskotehnološka visoka šola
- Vysoká škola uměleckoprůmyslová v Praze - umetnoobrtna visoka šola (uporabnih umetnosti)
- Masarykova univerza v Brnu (Masarykova univerzita - v Brně)
- Mendlova univerza v Brnu (Mendelova univerzita v Brně/Universitas Mendeliana Brunensis-od 2009; prej 1919-94 agronomska/biotehniška univerza v Brnu; vmes Mendlova univerza za agronomijo in gozdarstvo v Brnu)
- Janáčkova akademie múzických umění (JAMU) - Janačkova akademija uprizoritvenih umetnosti Brno
- Vysoké učení technické v Brně (VUT) - Tehniška univerza v Brnu (ima tudi Fakulteto likovnih umetnosti - FaVU)
- Veterinární a farmaceutická univerzita v Brně
- Univerza Palackega v Olomucu (Univerzita Palackého v Olomouci)
- Univerza v Ostravi (Ostravská univerzita)
- Vysoká škola báňská – Technická univerzita Ostrava (prej 1849-1949 v Příbramu)
- Šlezijska univerza v Opavi (Slezská univerzita v Opavě)
- Zahodnočeška univerza v Plznu (Západočeská univerzita v Plzni)
- Univerzita Hradec Králové
- Univerzita Pardubice
- Jihočeská univerzita v Českých Budějovicích
- Vysoká škola technická a ekonomická v Českých Budějovicích
- Tehniška univerza v Libercu
- Univerzita Jana Evangelisty Purkyně v Ústí nad Labem
- Univerzita Tomáše Bati ve Zlíně (UTB) - Zlin
- Vysoká škola polytechnická Jihlava
- Univerzita Jana Amosa Komenského Praha
- Filmová akademie Miroslava Ondříčka v Písku
- Anglo-American University
- Prague College (The British University in Prague)
- Architectural Institute In Prague (ARCHIP)
- University of New York in Prague
- ŠKODA AUTO Vysoká škola (Mladá Boleslav)